# Konina (Limanowa)
Pour l’article homonyme, voir Konina.
Konina est une localité polonaise de la gmina de Niedźwiedź, située dans le powiat de Limanowa en voïvodie de Petite-Pologne.